# 柳內巧
柳內巧（日语：柳内 たくみ），日本小說家。居住於東京都。代表作《GATE 奇幻自衛隊》曾經播出同名電視動畫。

## 人物簡介
2006年4月從自衛官退伍之後，開始從事自營業。並筆名「＝」在網站「Arcadia」發表《奇幻自衛隊》系列，至2009年6月完結。
2010年4月12日，經由出版社AlphaPolis發行全1冊的單行本，標題同時也改名為《GATE 奇幻自衛隊》。《GATE 奇幻自衛隊》單行本發行之後，發表《GATE 奇幻自衛隊》的外傳小說《戰國狙擊手》和新作小說《狙擊冰風 雪妖精與白色死神》。2017年開始刊行續篇《GATE 奇幻自衛隊 Season2》。

## 作品列表
- GATE 奇幻自衛隊[3]（插圖：Daisuke Izuka（單行本）／黑獅子（文庫版），全10冊，AlphaPolis（日语：アルファポリス））
  - GATE 奇幻自衛隊 Season2（已出版4冊／截至2019年11月）

- 戰國狙擊手。
講談社BOX（全5冊，插圖：陸原一樹）
  1. 和信長的相遇篇（2012年4月3日發行 ISBN 978-4062837941）
  2. 謀略·本能寺篇（2012年7月3日發行 ISBN 978-4062838078）
  3. 信玄暗殺指令篇（2013年4月2日發行 ISBN 978-4062838351）
  4. 慶一郎絕體絕命篇（2014年8月2日發行 ISBN 978-4062838634）
  5. 修復遭破壞的歷史篇（2015年5月8日發行 ISBN 978-4062838849）

講談社文庫（日语：講談社文庫）（全5冊）
  1. 和信長的相遇篇（2013年9月13日發行 ISBN 978-4062776134）
  2. 謀略·本能寺篇（2014年4月15日發行 ISBN 978-4062777834）
  3. 信玄暗殺指令篇（2015年4月15日發行 ISBN 978-4062930765）
  4. 慶一郎絶体絶命篇（2016年3月15日發行 ISBN 978-4062933193）
  5. 修復崩壞的歷史篇（2016年8月11日發行 ISBN 978-4062934343）
- IOTA 戰術機巧步兵 她是危險的戰鬥兵器（全1冊，寶島社、2016年6月11日發行 ISBN 978-4800254849）
- Walhalla -e戰場的戰爭藝術-（全1冊，一二三書房，2018年6月28日發行 ISBN 978-4891994938）
- 狙擊冰風 雪妖精與白色死神（全1冊，插圖：有坂，AlphaPolis）台灣東販
新書版（2012年5月29日發行 ISBN 978-4434167317）
AlphaPolis文庫（2013年11月17日發行 ISBN 978-4434185946）

## 改編作品
電視動畫
- GATE 奇幻自衛隊（首播時間：2015年7月－9月 （第1期）、2016年1月－3月 （第2期））

## 外部連結
- Arcadia （页面存档备份，存于） （日語）
- （日語）－柳內巧的官方個人網站。
- AlphaPolis著作者情報（柳內巧） （页面存档备份，存于） （日語）